# Carcelia pellex
Carcelia pellex là một loài ruồi trong họ Tachinidae.